# 정선정보공업고등학교
정선정보공업고등학교(旌善情報工業高等學校)는 대한민국 강원특별자치도 정선군 정선읍 북실리에 있는 공립 고등학교이다.

## 학교 연혁
- 1951년 8월 31일 : 정선농업고등학교 설립인가(농업과 3학급)
- 1951년 9월 1일 : 개교식
- 1953년 3월 17일 : 제1회 졸업식(남 22명)
- 1971년 12월 6일 : 학칙 변경(보통과 3학급, 상업과 3학급, 토목과 3학급 계 9학급)
- 1972년 3월 1일 : 정선종합고등학교로 교명 변경
- 1995년 9월 12일 : 학칙 변경(사무자동화 6학급, 정보처리과 3학급, 토목과 3학급 계 12학급)
- 1996년 3월 1일 : 정선실업고등학교 교명 변경
- 2004년 3월 1일 : 학칙 변경(정선정보공업고등학교로 교명 변경, 사무자동화과를 멀티미디어과로 학과변경)
- 2011년 3월 1일 : 특성화고등학교 지정
- 2013년 3월 1일 : 학칙 변경(금융정보과 3학급, 정보처리과 3학급, 토목과 3학급 계 9학급)
- 2024년 3월 1일 : 학칙변경(금융정보과를 커피베이커리과로 학과 변경)
- 2024년 3월 1일 : 제30대 교장 정지숙 부임
- 2025년 1월 3일 : 제73회 졸업식(23명, 졸업생 누계 6,896명)
- 2025년 3월 4일 : 2025학년도 입학식(신입생 40명 입학)

## 설치 학과
- 금융정보과
- 정보처리과
- 토목과
- 커피베이커리과

## 참고 자료
- 정선정보공업고등학교 - 한국교육학술정보원 학교알리미